# Yama Zatdaw
Lo Yama Zatdaw (in birmano ရာမဇာတ်တော်) è il poema epico nazionale del Myanmar. Esso è la versione birmana del Ramayana e del Dasaratha Jataka. Sono noti nove pezzi dello Yama Zatdaw in Myanmar. Il nome birmano della storia stessa è Yamayana, mentre zatdaw si riferisce alla rappresentazione teatrale o alla parte dei racconti jataka del Buddhismo Theravada.

## Storia

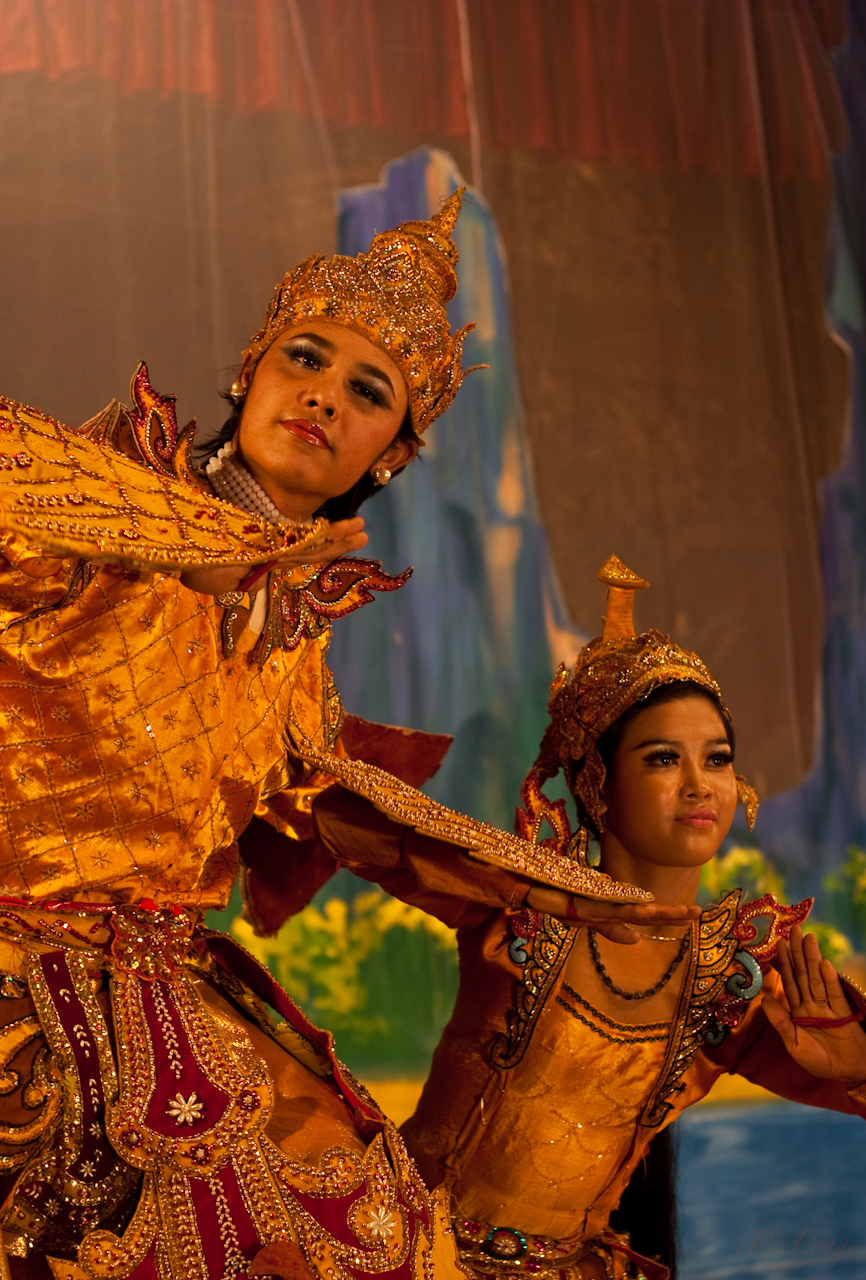
Rama (Yama) e Sita (Me Thida) nello Yama Zatdaw, la versione birmana di Ramyana

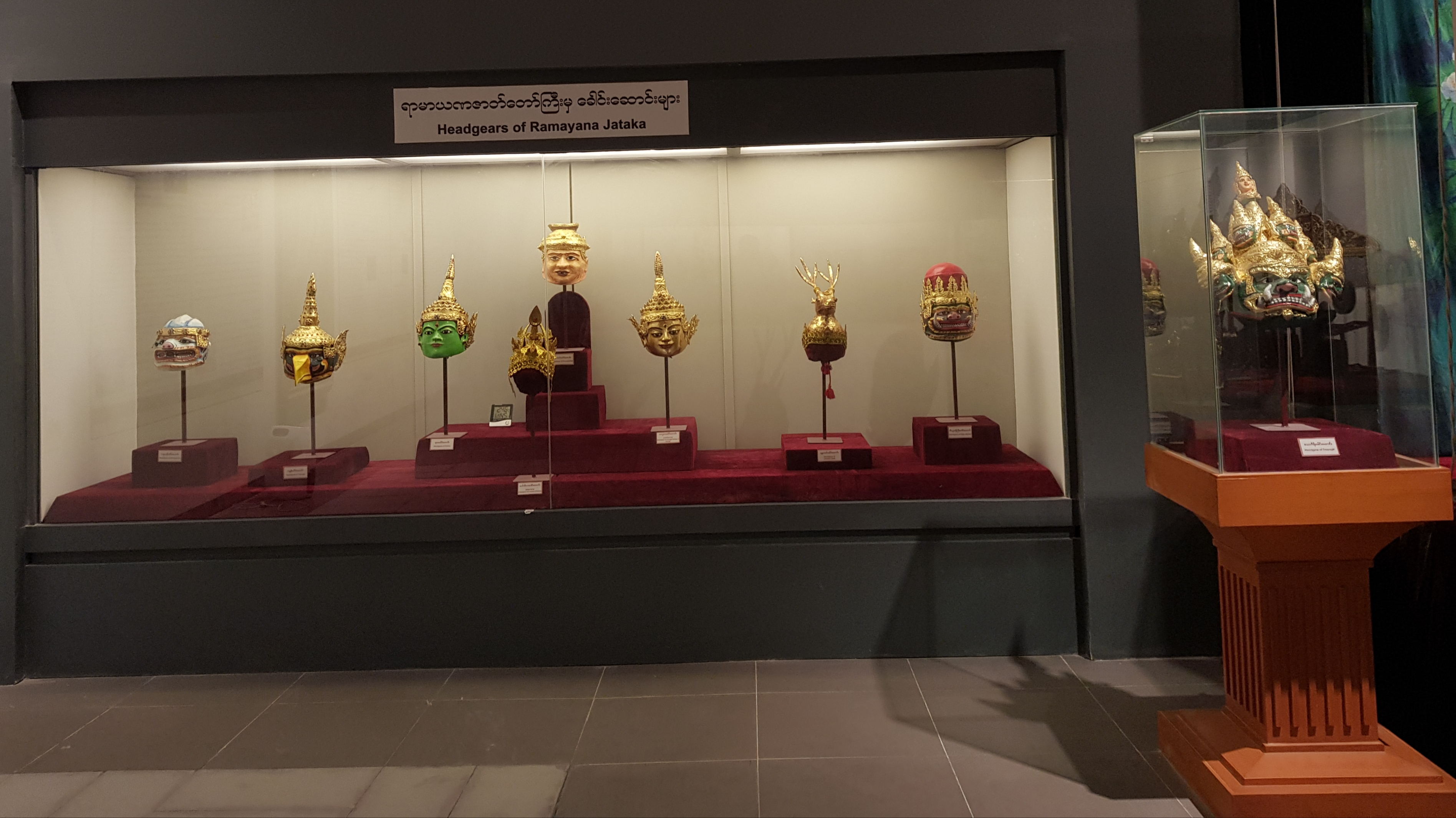
Copricapi del Ramayana Jataka

Lo Yama Zatdaw fu introdotto attraverso la tradizione orale durante il regno di Anawratha, a anche se non è certo se la storia corrispondesse effettivamente al poema epico sanscrito Ramayana di Valmiki.
La prima testimonianza pittorica del Ramayana risale al primo periodo Pagan. Il tempio Nathlaung di Bagan presenta due sculture in mattoni di Rama e Parashurama, mentre le pagode Hpetleik presentano targhe in terracotta raffiguranti la storia di Rama (nel Dasaratha Jataka), come parte di una serie che raffigura i racconti buddisti Jataka.
Il primo riferimento letterario al Ramayana è un pyo intitolato Thuwunna-shan Thahte-khan Pyo, basato sul Suvannasama Jataka e scritto da Shin Aggathamadi nel 1527.
Il Ramayana birmano subì grande influenza da Ayutthaya, durante il quale vari re della dinastia Konbaung invasero il regno. Le invasioni spesso riportavano bottini di guerra, tra cui elementi del Ramakien (versione thailandese del Ramayana) inseriti nel poema epico. Si ritiene che il Rama thachin, uno dei testi letterari più noti in Birmania, sia stato composto nel 1775 da U Aung Phyo e inizia con Bala kanda e finisce con Yudha kanda come nel Ramayana di Valmiki. Vi sono anche importanti opere letterarie e musicali classiche birmane legate al Ramayana, sviluppate in quell'epoca, come lo Yama yakan di U Toe (canzone di Rama, ရာမရကန် ) e Thida yakan (canzone di Sita, သီတာရကန်), entrambi scritti nel 1784; Yama pyazat (balletto Ramayana, ရာမပြဇာတ် ) nel 1789; e Kalay Yama wuthtu (La vita del giovane Rama, ကလေးရာမဝတ္ထု ) nel 1800.
L'adattamento etnico Mon del Ramayana è noto come "Loik Samoing Ram" e fu scritto nel 1834 da un monaco buddista di nome Uttama. È evidente che "Loik Samoing Ram" deriva principalmente dalla versione birmana, come l'autore della versione Mon ha affermato nella sua prefazione, a causa della popolarità della versione birmana nella capitale. Tuttavia, la versione Mon mostra anche connessioni con le versioni thailandese, giavanese e malese e ha episodi unici, non presenti nelle versioni thailandese, birmana o malese.

## Personaggi
I personaggi di Yama Zatdaw condividono le stesse caratteristiche e peculiarità di quelli della storia originale. Tuttavia, nella recitazione, i costumi sono un mix di elementi birmani e thailandesi . I nomi dei personaggi, in generale, sono traslitterazioni birmane dei nomi sanscriti.
- Rama è conosciuto come Yama ( ရာမ ).
- Sita è conosciuta come Thida ( မယ်သီတာ ).
- Lakshmana è conosciuto come Lakhana ( လက္ခဏ ).
- Hanuman è conosciuto come Hanuman ( ဟနုမာန် ).
- Parashurama è conosciuto come Pashuyama ( ပသျှူးရာမ ).
- Ravana è conosciuto come Yawana ( ရာဝဏ ) o Datha-giri ( ဒဿဂီရိ ).
- Vali è conosciuta come Bali ( ဘာလီ ).
- Maricha è conosciuta come Marizza( မာရဇ္ဇ ).
- Vibhishana è conosciuto come Bibi-thana ( ဘိဘိသန ).